# Beira Patrol

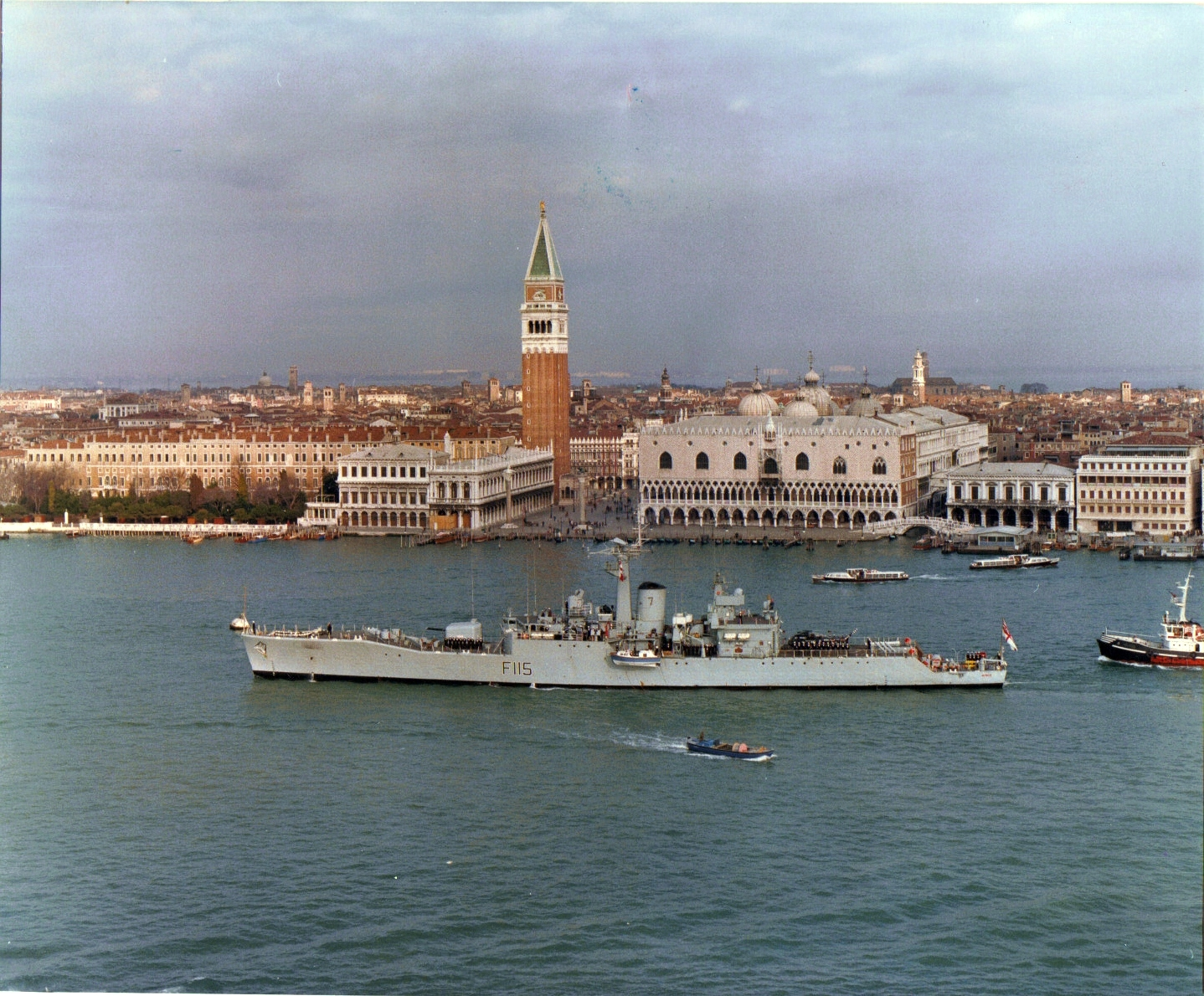
HMS Berwick

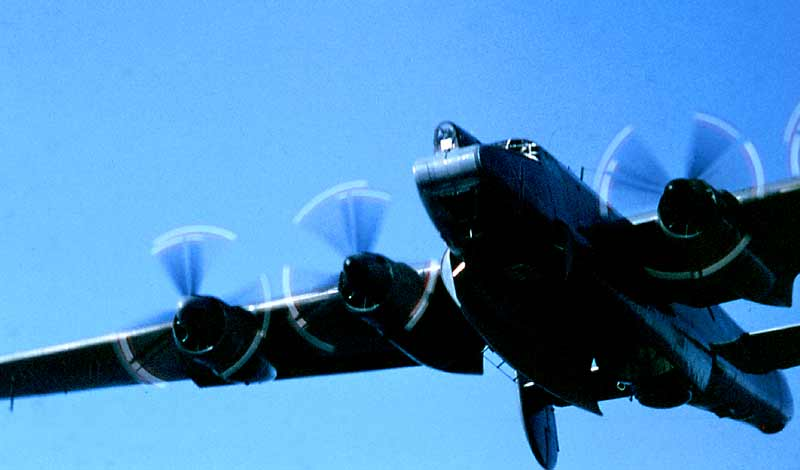
Eine Avro Shackleton wirft Post über einem Schiff der Beira Patrol ab, 1970.

Die Beira Patrol war eine Operation der britischen Royal Navy und der Royal Air Force zur Durchsetzung eines UN-Embargos gegen Rhodesien von 1966 bis 1975. Nach der einseitigen Unabhängigkeitserklärung Rhodesiens verhängten die Vereinten Nationen ein Öl-Embargo gegen den Staat. Während der Operation patrouillierten britische Schiffe und Flugzeuge in der Straße von Mosambik und kontrollierten Öltanker, die in den Hafen von Beira einliefen. Beira war der Ausgangspunkt einer Ölpipeline nach Rhodesien. An der Operation waren verschiedene britische Kriegsschiffe beteiligt. Am 9. April 1966 brachte die HMS Berwick den griechischen Tanker Manuela (in anderen Quellen: Manuella) auf, der Öl für Rhodesien transportierte, und verhinderte seine Weiterfahrt nach Beira. Die Blockade wurde von der rhodesischen Seite durch die Nutzung anderer Häfen in der portugiesischen Kolonie Mosambik jedoch unterlaufen und blieb damit letztendlich erfolglos. Nachdem Mosambik die Unabhängigkeit erlangte, wurde die Operation eingestellt.